# Јао
Јао (јап. 八尾市) град је у Јапану у префектури Осака. Према попису становништва из 2005. у граду је живело 273.474 становника.

## Становништво
Према подацима са пописа, у граду је 2005. године живело 273.474 становника.
| 1995.   | 2000.   | 2005.   |
| ------- | ------- | ------- |
| 276.664 | 274.777 | 273.474 |